# 6912 Grimm
6912 Grimm eller 1991 GQ2 är en asteroid i huvudbältet som upptäcktes den 8 april 1991 av den belgiske astronomen Eric W. Elst vid La Silla-observatoriet. Den är uppkallad efter författaren Friedrich Melchior von Grimm.
Asteroiden har en diameter på ungefär 11 kilometer.